# Lycée Fabert
Le lycée Fabert est un lycée situé à Metz en Moselle fondé en 1804. Il occupe en partie les locaux de l’ancienne abbaye Saint-Vincent. Il accueille 1700 élèves, ainsi que des filières Abibac et des classes préparatoires (ECS, MP, PC, PSI).

## Histoire
Il tire son nom d’Abraham de Fabert d'Esternay, maréchal de France sous Louis XIII. En 1801, Napoléon Bonaparte choisit la ville de Metz pour figurer parmi les villes qui accueilleraient les premiers lycées français.
Le maire de Metz, Jean François Goussaud d’Antilly, choisit d’installer le lycée dans l’ancien couvent de Saint-Vincent. Le 6 mai 1803 parut le décret portant la création du lycée de Metz ; celui-ci ouvrit ses portes en octobre 1804. À la fin de l’Empire, le lycée impérial devint collège royal. Et à partir de 1865, le lycée accueillit les classes préparatoires aux grandes écoles de l’État.
À la suite de l’annexion d’une partie de la Moselle à l’Allemagne après la guerre de 1870, le lycée français devint un lycée allemand (Kaiserliches Lyceum) jusqu’en 1918, date du retour de l’Alsace-Moselle à la France. En 1940, le lycée passe sous administration allemande, jusqu'à la libération de Metz en 1945.
Une plaque commémorative inaugurée le 30 septembre 2012 retrace l'histoire du lycée Fabert à travers les noms des différents proviseurs qui se sont succédé à la tête de l'établissement.

### La situation actuelle
Le lycée, actuellement[Quand ?] dirigé par Jean-Noël Pallez (ex-proviseur du lycée La Communication de Metz) ainsi que par deux proviseurs adjoints, accueille tous les ans 1750 élèves (environ 1350 élèves en secondaire et 400 élèves en classe préparatoire).
Plus de 70 % des élèves de première et de terminale suivent l'enseignement des séries scientifiques. Le lycée est également doté d'un vaste internat d'une capacité d'accueil de 180 élèves et propose de nombreuses activités comme un club d'échec, d'informatique, de mathématiques, de théâtre ou encore UNICEF.
Le lycée Fabert se situe dans le quartier des Îles de la ville de Metz, et jouxte l'Opéra-Théâtre de Metz Métropole ainsi que la Préfecture de la Moselle.

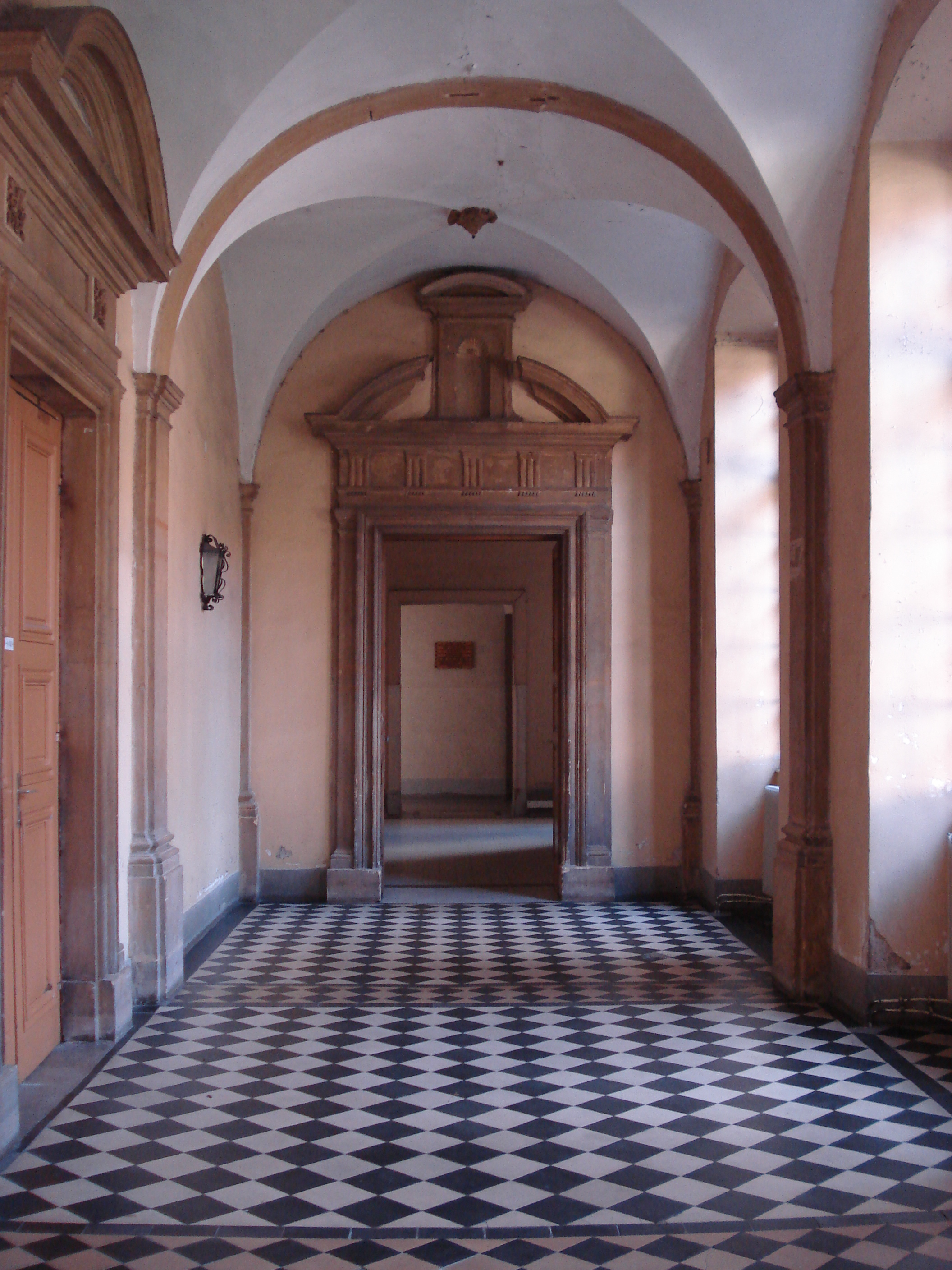
Intérieur de l'abbaye (couloir)
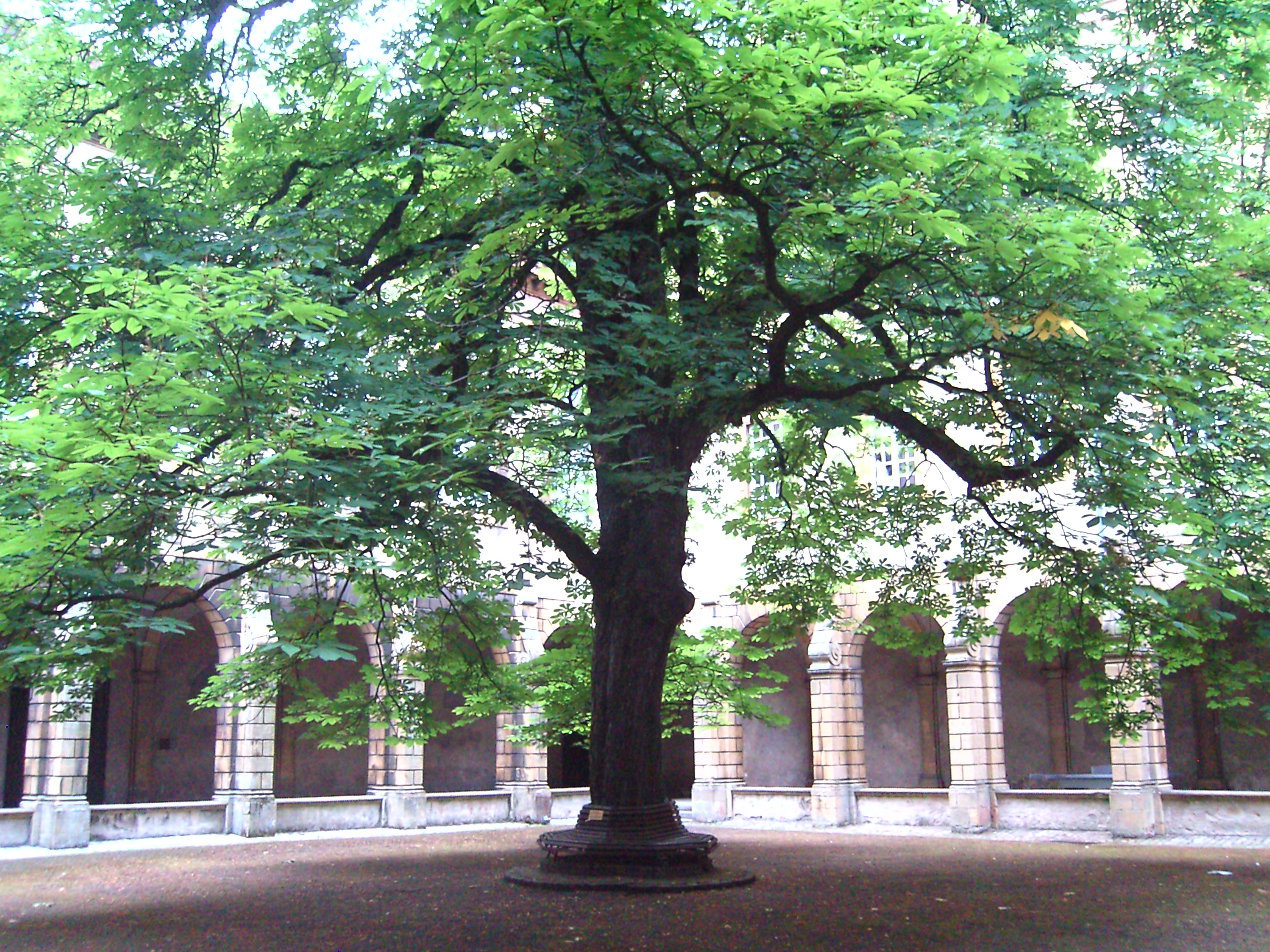
Le cloître du marronnier, à l'intérieur de l'abbaye
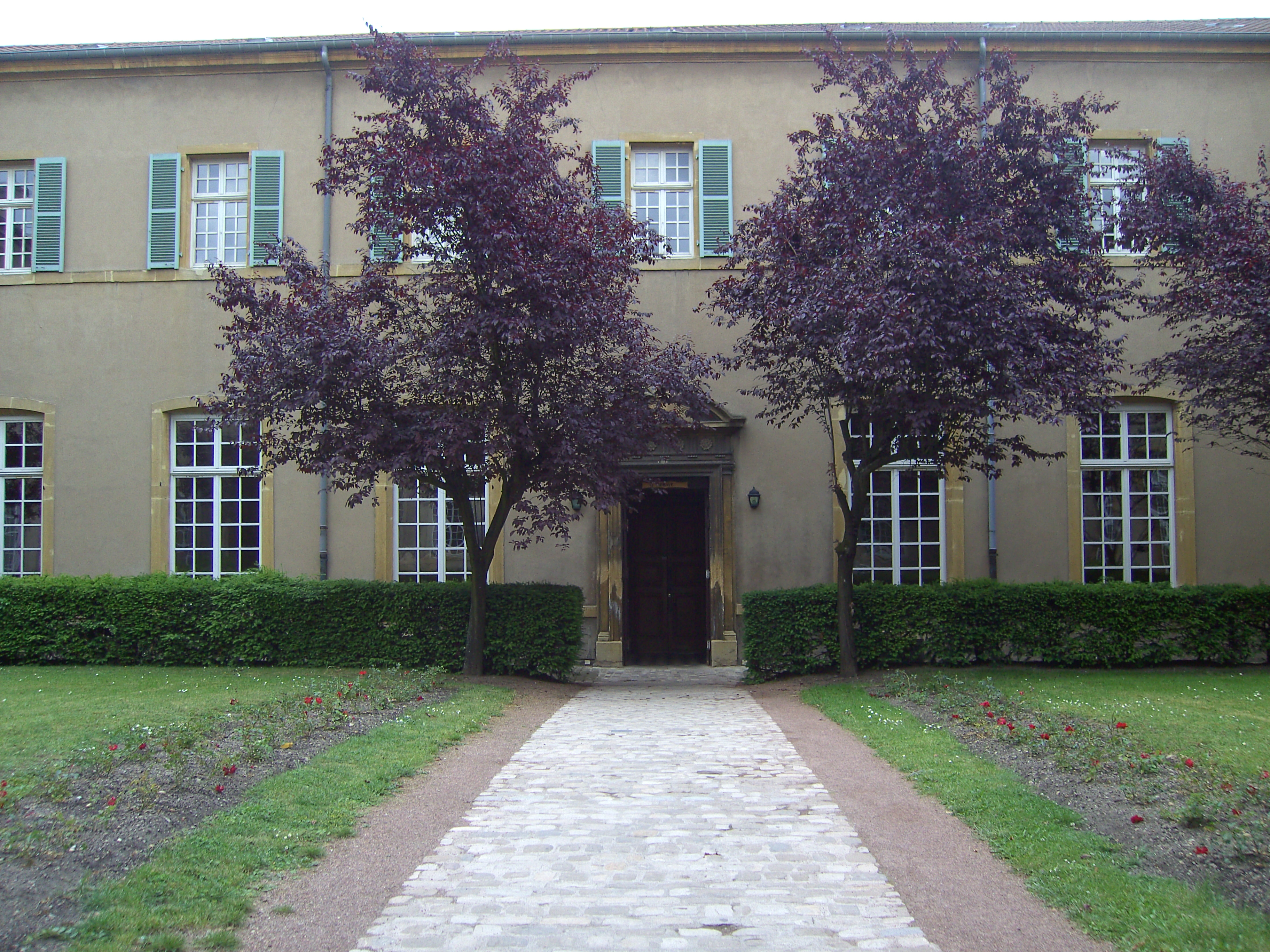
Cour intérieure de l'abbaye
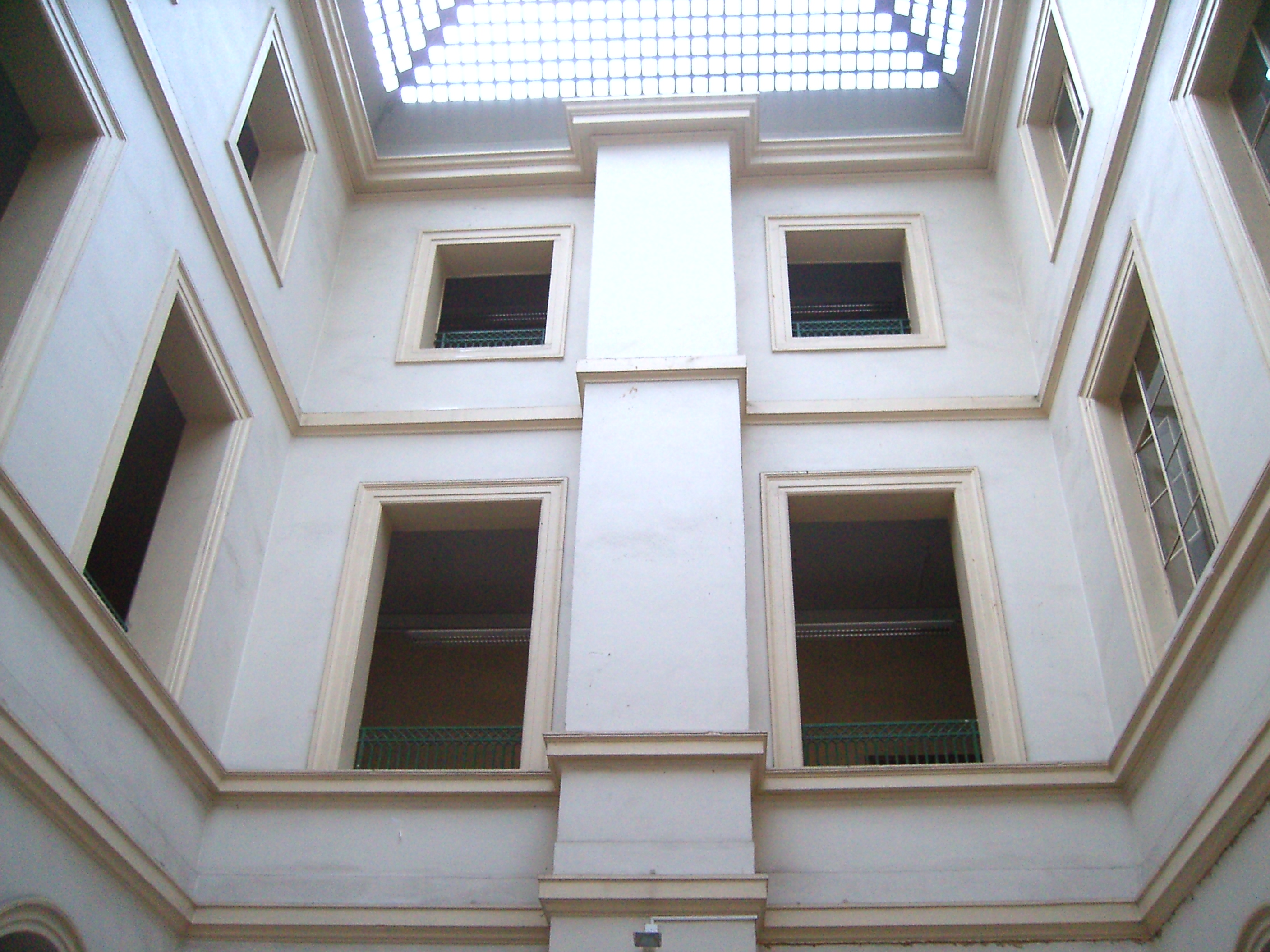
Vue intérieure du petit lycée
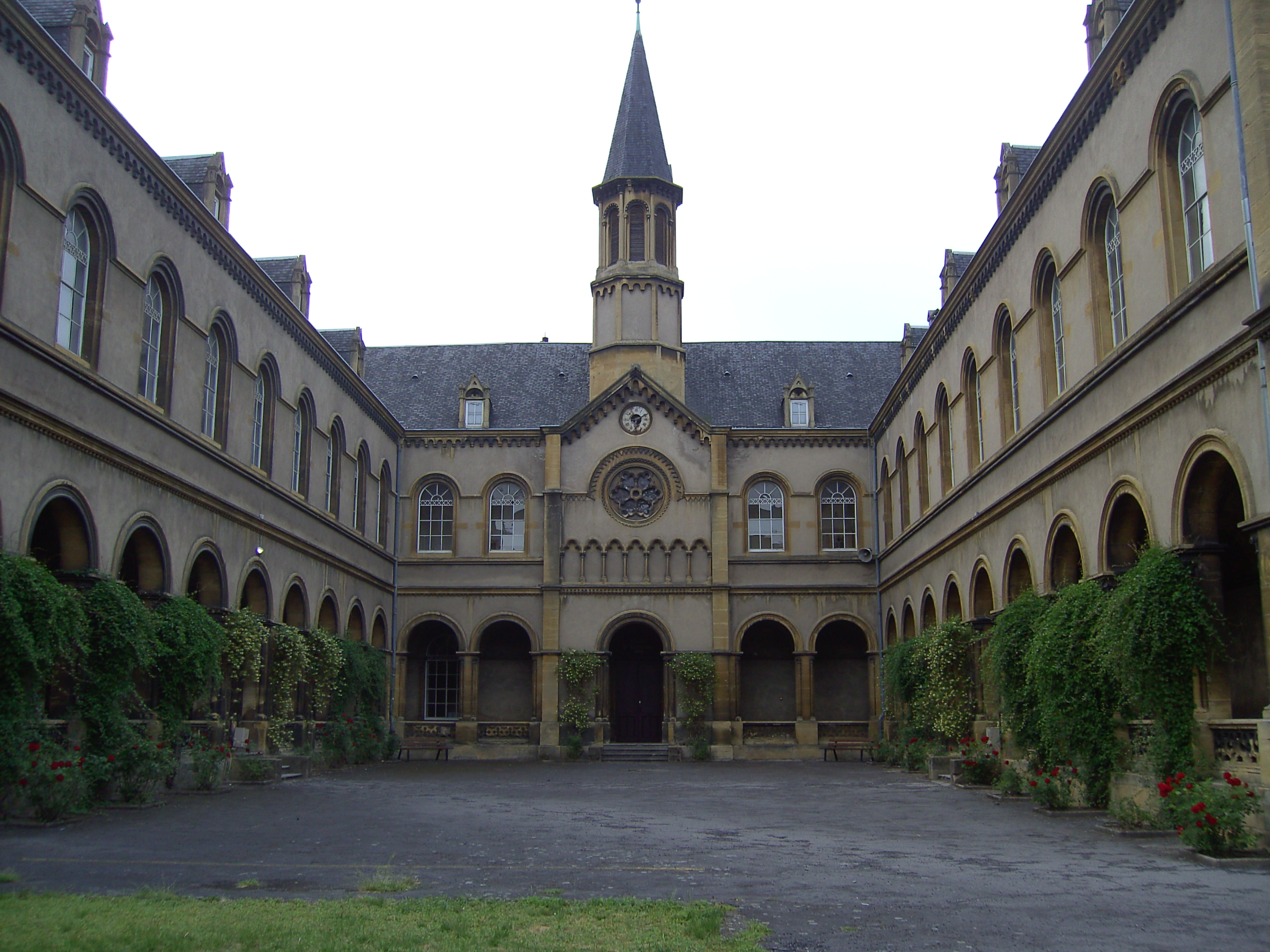
Extérieur de la chapelle Sainte-Constance avec vue sur le cloître
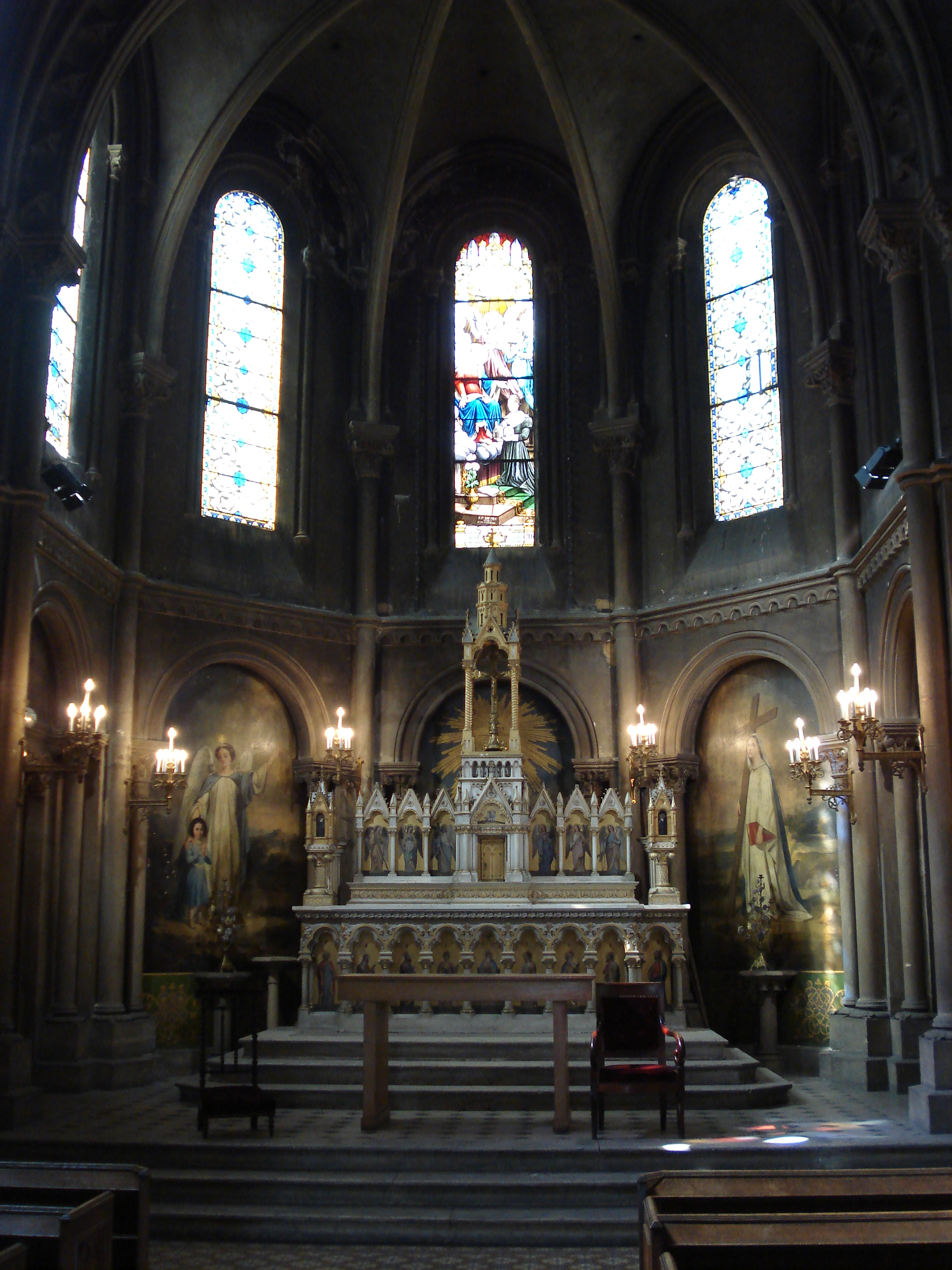
Intérieur de la chapelle Sainte-Constance
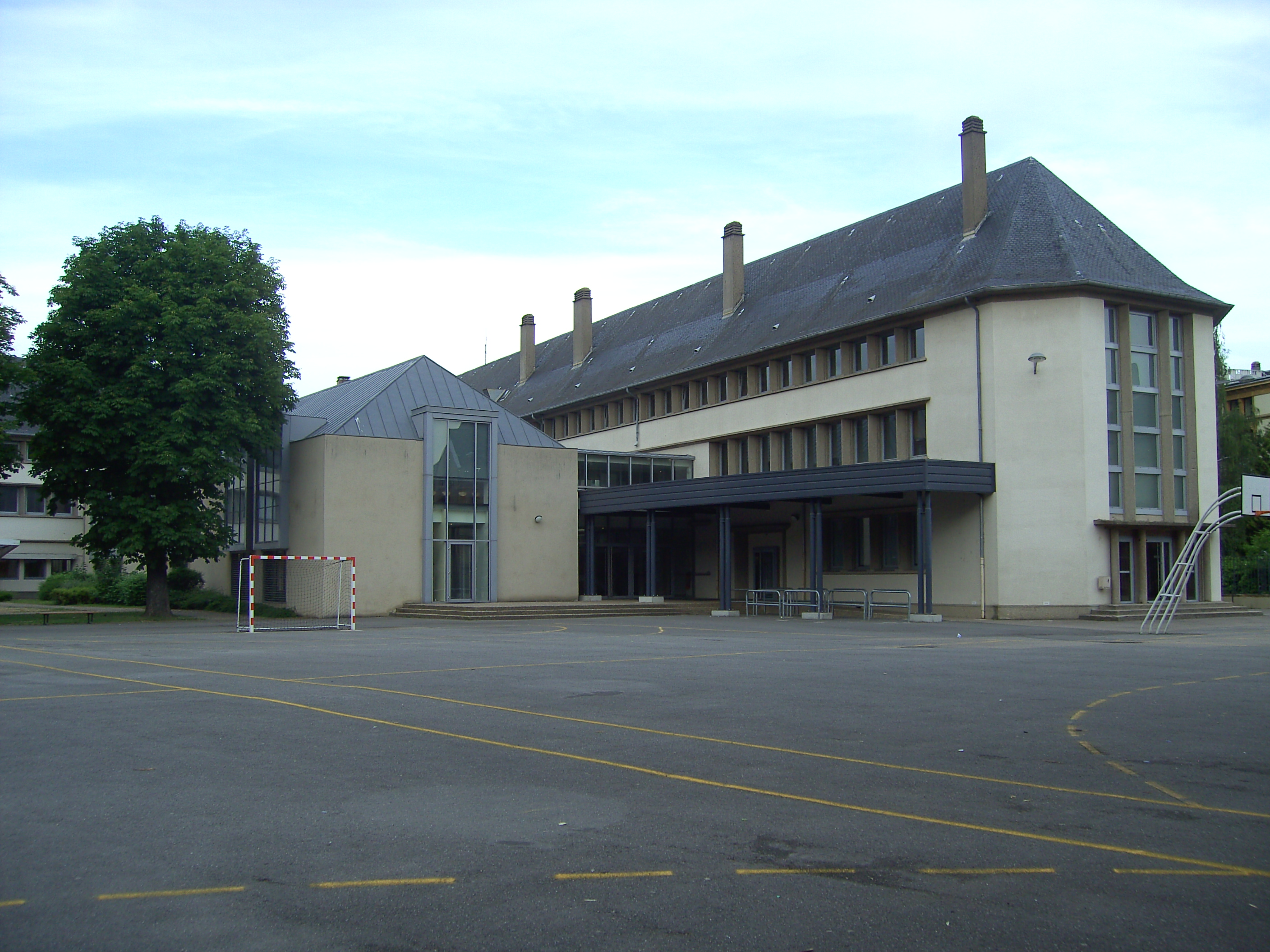
la cour de récréation, avec le bâtiment des sciences en arrière-plan
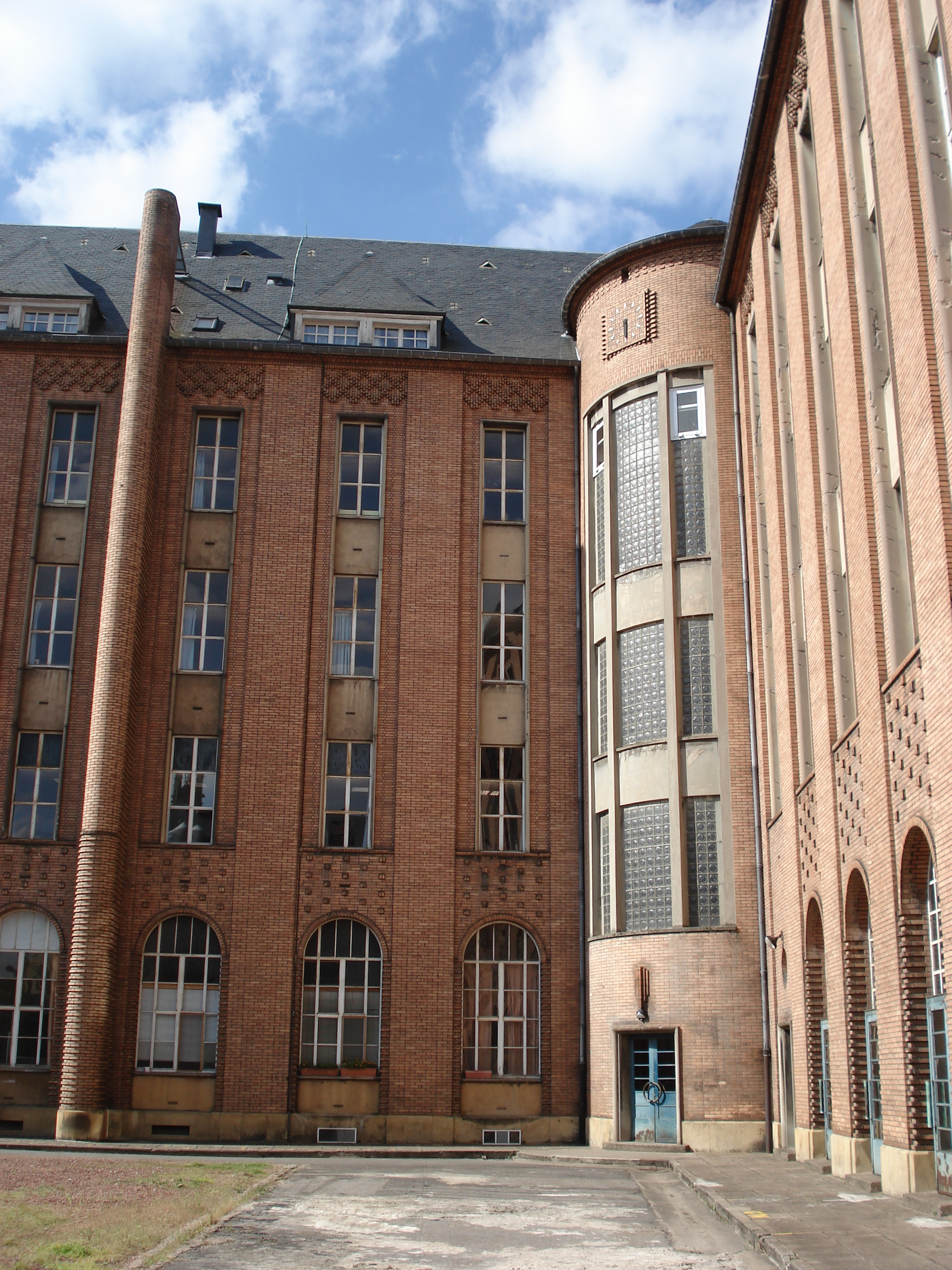
Internat du lycée

### Résultats au baccalauréat
En 2015, le lycée se classe 29e sur 38 au niveau départemental quant à la qualité d'enseignement, et 1247e au niveau national et en 2018 il se classe 6esur 35 au niveau départemental.Le classement s'établit sur trois critères : le taux de réussite au bac, la proportion d'élèves de première qui obtient le baccalauréat en ayant fait les deux dernières années de leur scolarité dans l'établissement, et la valeur ajoutée (calculée à partir de l'origine sociale des élèves, de leur âge et de leurs résultats au diplôme national du brevet).
Après obtention de leur baccalauréat, les élèves du lycée Fabert poursuivent leur formation dans des filières très diversifiées.

### Classements des CPGE
En 2016, le lycée classe un de ses élèves major à l'Ecole polytechnique. Le classement national des classes préparatoires aux grandes écoles (CPGE) de L'Étudiant se fait en fonction du taux d'admission des élèves à une sélection de grandes écoles.
En 2015, le site L'Étudiant donnait le classement suivant pour les concours de 2014 :
| Filière | Élèves admis dans une grande école* | Taux d'admission* | Taux moyen sur 5 ans | Classement national | Évolution sur un an |
| --- | ----------------------------------- | ----------------- | -------------------- | ------------------- | ------------------- |
| ECS | 2 / 39 élèves                       | 5 %               | 7 %                  | 34eex-æquo sur 95   | 61                  |
| MP / MP* | 5 / 79 élèves                       | 6 %               | 7 %                  | 41e sur 114         | 14                  |
| PC / PC* | 8 / 66 élèves                       | 12 %              | 10 %                 | 18e sur 110         | 9                   |
| PSI / PSI* | 7 / 32 élèves                       | 22 %              | 18 %                 | 22e sur 120         | 4                   |
| Source : Classement 2015 des prépas - L'Étudiant (Concours de 2014). * le taux d'admission dépend des grandes écoles retenues par l'étude. Par exemple, en filières ECE et ECS, ce sont HEC, ESSEC, et l'ESCP qui ont été retenues; en filières scientifiques, c'est un panier de 11 à 17 écoles d'ingénieurs (sur 120) qui a été retenu selon la filière (MP, PC, PSI, PT ou BCPST). |                                     |                   |                      |                     |                     |

## Direction du lycée
Lycée impérial :
- 1804-1809 : Clément DUQUESNOY
- 1809-1815 : BESSON

Collège royal :
- 1815-1831 : Jean Baptiste SAINSERE
- 1831-1838 : Jean-Charles CHENOU
- 1838-1842 : Marie-Antoine BOULLIER
- 1842-1846 : Jean-Louis JANNET
- 1846-1847 : François BONNIN
- 1847-1853 : Jean-Baptiste LABASTIDE

Lycée Impérial :
- 1853-1855 : Marie-Casimir MONDOT
- 1855-1858 : Adrien BLAVETTE
- 1858-1865 : J. GRENIER
- 1865-1869 : Joseph FEUILLATRE
- 1865-1871 : Louis ROGUET

Kaiserliches Lyceum :
- 1871-1876 : François BALTY
- 1877-1880 : Hermann DERISCHWEILER
- 1880-1905 : Arnold HERMANN
- 1906-1912 : Eduard BECKER
- 1912-1915 : Adolph SEELISCH
- 1915-1918 : Wilhelm SEIFERT

Lycée de Metz :
- 1919-1928 : Léon BECK

Lycée de garçons de Metz :
- 1928-1936 : Emile CHAMOUX
- 1936-1939 : Joseph PINARD
- 1939-1940 : Emile DELORT

Gymnasium Metz :
- 1940-1941 : Gustave FISCHER
- 1941 : Dr UHL
- 1941-1944 : Dr SCHERER

Lycée de garçons de Metz :
- 1945-1956 : Gabriel HUN
- 1956-1959 : Pierre Benoit
- 1959-1960 : Georges Belbenoit
- 1960-1962 : René Haby

Lycée Fabert :
- 1962-1965 : Marc Pieyre
- 1965-1969 : Emile Rudolf
- 1969-1972 : Paul Muller
- 1972-1992 : René Anthony
- 1992-2000 : Richard Wach
- 2000-2012 : Hervé Brouillet
- 2012-2021 : Dominique Schnitzler
- Depuis 2021 : Jean-Noël Pallez

## Anciens membres célèbres

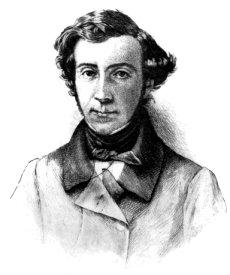
Alexis de Tocqueville
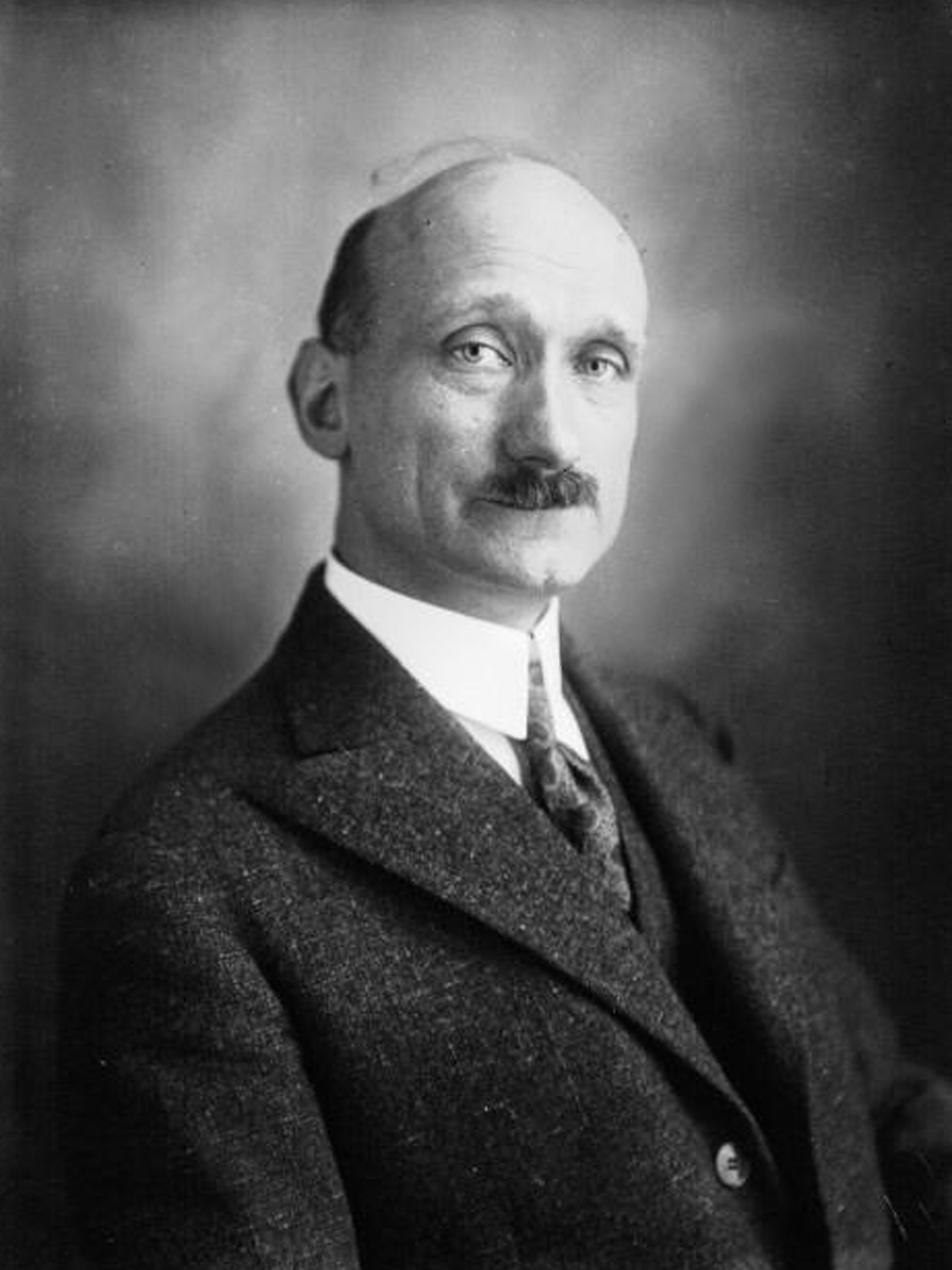
Robert Schuman
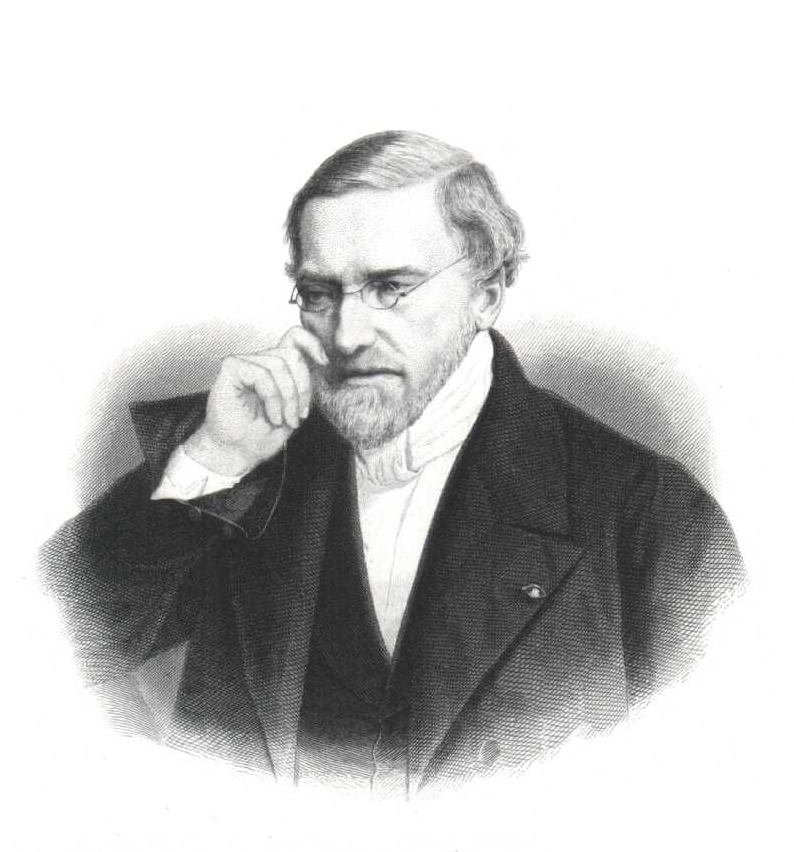
Jean-Victor Poncelet
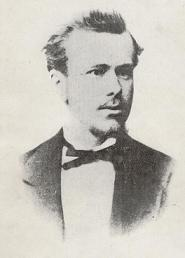
Jules Lagneau

Parmi les personnalités les plus marquantes ayant fréquenté le lycée se trouvent :
- Alexis de Tocqueville (1805-1859), historien, homme politique et précurseur de la sociologie (le bâtiment qui abrite l’internat et les classes préparatoires porte son nom) ;
- Léon Zéliqzon (1858-1944), érudit et professeur de Lettres ; auteur d'un Dictionnaire des patois romans de la Lorraine[9].
- Pierre Gabriel (1933-2015), ancien élève de la Spéciale, élu en 1986 membre correspondant de l'Académie des Sciences.
- Charles Abel (1824-1895), avocat, historien et homme politique ; député protestataire au Reichstag
- Robert Schuman (1886-1963), homme d’État français, considéré comme l’un des pères de la construction européenne ; député de Thionville de 1919 à 1962, sauf pendant la période de l'Occupation.
- Jean-Victor Poncelet (1788-1867), mathématicien, général et géomètre français ; un des pères de la géométrie projective à laquelle il a apporté des développements profonds, y compris pendant sa détention à Saratow. La Taupe du lycée est appelée Poncelet en son honneur.
- Germain Sée (1818-1896), célèbre pathologiste ;
- Charles Tordjman, metteur en scène, détenteur de trois molières ;
- Jules Lagneau (1851-1894), philosophe et métaphysicien français, professeur et maître à penser du philosophe Alain ;
- Joachim von Ribbentrop (1893-1946), ministre des Affaires étrangères du Troisième Reich ;
- Sam Hocevar (1978), ancien élève de la Spéciale, développeur informatique français[10]
- Émile Mathieu (1835-1890), mathématicien français ayant contribué à la théorie des groupes et à la physique mathématique. On lui doit notamment la découverte des groupes de Mathieu[11].
- Pierre Michel (1943-1981), magistrat luttant contre le trafic de drogue, assassiné à Marseille.
- Pierre Braun (1881-1922), professeur agrégé d'histoire de 1919 à 1922. Une plaque commémorative à son nom est posée en 1924 dans le lycée.

De nombreuses personnalités de la vie politique française y enseignèrent ou y furent élèves ; entre autres :
- René Haby (1919-2003) : proviseur du lycée, puis ministre de l’Éducation nationale (1974-1978) ;
- Louis Joxe (1901-1991) : jeune enseignant à Metz (1925-27), avant d'être journaliste, résistant gaulliste, diplomate et ministre de la Cinquième République présidant la délégation française dans la négociation ayant conduit aux accords d'Évian ;
- Jean Laurain (1921-2008) : engagé volontaire en 1942 dans l’armée française, professeur de philosophie, ancien député de Moselle et ministre des Anciens combattants et Victimes de guerre de 1981 à 1986.
- Christian Eckert (1956) : élève de la Spéciale, agrégé de mathématiques ; rapporteur général du budget en 2012 ; secrétaire d'État au Budget dans les gouvernements Valls I et II.
- Jean-Louis Masson (1947) : élève de la prépa, polytechnicien, corps des Mines ; sénateur de la Moselle (Debout la France).

Plusieurs maires de Metz ont également fréquenté le lycée :
- Émile-Jean-Didier Bouchotte (1796-1878) : maire de 1830 à 1831.
- Édouard Jaunez (1795-1876) : maire de 1850 à 1854.
- Philippe Félix Maréchal (1798-1871) : maire de 1854 à 1871.
- Victor Prevel (1860-1938) : maire de 1918 à 1919.
- Gabriel Hocquard (1892-1974) : maire de 1938 à 1947.

### Un lycée culturel
Ces dernières années et depuis longtemps, le lycée Fabert accueille des conférences, des concerts et des spectacles.Depuis plus de quinze ans, le lycée participe au développement des classes européennes et de la pratique d’échanges linguistiques principalement en anglais et en allemand. Par ailleurs, le lycée Fabert est le seul lycée de la ville de Metz à proposer la section d'étude franco-allemande Abibac.
Le lycée Fabert s’est illustré dans les concours scolaires et extra-scolaires. Dès les années 1990, les élèves du lycée ont démontré leur implication dans les nouveaux modes de communication, en remportant des prix dans le domaine de l’internet et la réalisation de site web. Cela leur a permis d'être invités à des événements comme la Garden-party de l'Élysée de 1999.
Depuis 20 ans, les classes "musique" du lycée (2de, 1res et Terminales S, ES, L option musique, L spécialité musique, TMD), en collaboration avec les lycées George de La Tour, Jean Moulin de Forbach et le Warndtgymnasium de Völklingen, participent au Concert des Lycées (Concert Européen des Élèves de Sarre et Moselle) en proposant chaque année, depuis 1991, une ou plusieurs œuvres pour chœur et orchestre extraites du répertoire de la musique baroque, classique, romantique, moderne ou contemporaine (création de Memorias de un Cacique de Jaime Corboda en 2010). Ce projet est né sous l'impulsion de Daniel Colombat, professeur de musique au Lycée Fabert.

### Un lycée sportif
- Badminton,
- Beach volley (championne de France 2004, vice-champion de France 2005),
- Echecs (participation à la finale des championnats de France scolaire d’échecs en 2007 et remporte le championnat académique 2008), finit troisième au championnat de France en 2008, puis l'année suivante finit à la deuxième place,
- Gymnastique rythmique et sportive (équipe championne de France UNSS 2004, vice championne de France en 2005 et 2007)
- Rugby à 7 (équipe championne de Moselle UNSS 2012, vice championne de Moselle UNSS en 2017, 3e de Moselle UNSS en 2017.
- mais aussi en basket-ball, football, golf, judo, tennis de table, volley-ball, natation, danse contemporaine, saut en parachute, escalade et musculation.